# Trận Lalakaon
Trận Lalakaon (Tiếng Hy Lạp: Μάχη τοῦ Λαλακάοντος) hoặc còn gọi là Trận Poson (hoặc Porson) (Tiếng Hy Lạp: Μάχη τοῦ Πό(ρ)σωνος)) diễn ra vào năm 863 giữa Đế quốc Đông La Mã và một đội quân xâm lược người Ả Rập vào vùng Paphlagonia (hiện nay là phía bắc Thổ Nhĩ Kỳ). Quân đội Đông La Mã được đặt dưới sự chỉ huy của Vương công Petronas, chú của hoàng đế Mikhael III (r.842-867), mặc dù một số tư liệu của Ả Rập đã đề cập đến sự hiện diện của hoàng đế ở chiến trường. Bên phía quân đội Ả Rập, họ được chỉ huy bởi Tiểu vương Melitene (Malatya), Umar al-Aqta (r. 830s-863).
Umar al Aqta và quân đội của ông ta đã vượt qua được những sự kháng cự đầu tiên của quân Đông La Mã dọc biên giới, rồi hành quân tới bên bờ Biển Đen. Constantinopolis liền tổng động viên tất cả các lực lượng của họ, và dồn người Ả Rập tới sát sông Lalakaon. Trận chiến tiếp theo kết thúc với một chiến thắng quyết định về phía quân Đông La Mã và cái chết của vị tiểu vương trên chiến trường, sau đó người Đông La Mã tiến hành một cuộc tổng phản công qua biên giới, và thu được những thành công vang dội. Chiến thắng này đã loại bỏ hoàn toàn các mối đe dọa lớn đối với biên cương phía đông của Đế quốc, đồng thời nâng cao uy thế của Đông La Mã ở phía đông Anatolia, mà đỉnh cao là các cuộc tái chinh phục những lãnh thổ nằm dưới tay người Ả Rập sẽ được tiến hành vào thế kỷ thứ 10.
Thành công còn giúp giải tỏa áp lực chống lại quân Ả Rập ở biên giới phía đông, cho phép triều đình Đông La Mã có thể tập trung vào các mối đe dọa ở châu Âu, đặc biệt là với láng giềng Bulgaria. Người Bulgaria buộc phải chấp nhận cải đạo sang Chính thống giáo, qua đó bắt đầu sự tiếp thu các lĩnh vực văn hóa Đông La Mã vào quốc gia này.

## Bối cảnh

### Xung đột biên giới Ả Rập-Đông La Mã

Bản đồ Tiểu Á dưới thời Đông La Mã và biên giới Đông La Mã-Ả Rập vào giữa thế kỷ thứ 9

Sau những cuộc xâm lược của người Hồi Giáo vào thế kỷ thứ 7, Đế quốc Đông La Mã chỉ còn kiểm soát được Tiểu Á, các dải bờ biển phía nam của bán đảo Balkan và một phần bán đảo Ý. Với Đế quốc Đông La Mã, các Caliphate là mối đe dọa ngoại bang lớn nhất thời bấy giờ, và các cuộc tấn công của người Ả Rập và Tiểu Á liên tục diễn ra trong suốt thế kỷ thứ 8 và thứ 9. Theo thời gian, các cuộc tấn công này trở nên định kỳ hơn, được xuất phát từ các căn cứ dọc biên giới Ả Rập-Đông La Mã hoặc các cảng biển từ Syria.
Trong suốt giai đoạn này, quân Đông La Mã Thiên về phòng thủ, nhưng đã phải chịu một số thất bại khá nặng nề. Đặc biệt là vào năm 838, khi người Ả Rập cướp bóc thành Amorium, quê hương của các Hoàng đế Đông La Mã thời bấy giờ. Nhưng từ năm 842, quyền lực của các Caliphate nhà Abbasid bắt đầu suy yếu và các tiểu vương quốc tự trị nổi lên dọc theo biên giới phía đông Anatolia, tạo điều kiện cho Đông La Mã có thể khẳng định lại vị thế của mình trong khu vực.
Vào những năm 850, các mối đe dọa kéo dài dai dẳng nhất của Đông La Mã bao gồm Tiểu vương quốc Melitene (Malatya) do Umar al-Aqta cai trị, Tiểu vương quốc Tarsus của Ali ibn Yahya ("Ali người Armenia"), Tiểu vương quốc Qaliqala (ngày nay là Theodosiopolis, Erzurum) và các bộ tộc người Tephrike đuọc lãnh đạo bởi Karbeas. Trong đó Melitene là mối đe dọa nghiêm trọng nhất đối với Đông La Mã, bởi tiểu vương quốc này nằm ở phía tây dãy Anti-Taurus, cho phép người Ả Rập có thể tiến thẳng vào cao nguyên Anatolia. Mối đe dọa lên tới đỉnh điểm vào năm 860, mà lịch sử Đông La Mã gọi đây là năm đen tối nhất trong lịch sử đế quốc, khi mà các tiểu vương quốc đồng loạt tấn công đế quốc chỉ trong cùng một năm: quân của Umar và Karbeas đột kích vào sâu bên trong lãnh thổ Tiểu Á rồi cướp đi rất nhiều của cải, chỉ một thời gian ngắn sau đó xảy ra cuộc đột kích của các lực lượng Tarsus dưới quyền Ali, cùng lúc đó một cuộc tấn công hải quân từ Syria đã phá hủy căn cứ hải quân lớn của Đông La Mã ở Attaleia.

### Cuộc xâm lược của người Ả Rập năm 863
Vào mùa hè năm 863, Umar lại tiến hành xâm luợc Đông La Mã, khi ông gia nhập với lực lượng của một viên tướng nhà Abbas, Ja'far ibn Dinar al-Khayyat (tổng đốc của Tarsus) tiến hành đột kích thành công vào Cappadocia. Người Ả Rập vượt qua đèo Cilician Gates để tiến vào lãnh thổ Đông La Mã, cướp bóc và đốt phá dọc đường hành quân, rồi tiến quân tới gần Tyana. Quân đội của Tarsus sau đó rút lui, nhưng Umar được sự ủng hộ của Ja'far tiếp tục tiến vào Tiểu Á. Umar đã mang theo hầu hết binh lực trong tiểu vương quốc của mình để tiến hành cuộc xâm lược, mặc dù không rõ về số lượng của Umar: sử gia Hồi Giáo Ya'qubi cho rằng Umar có 8.000 quân, trong khi đó các sử gia Đông La Mã Genesius và Theophanes Continuatus lại thổi phồng con số lên tới 40.000 người. Một nhà nghiên cứu về Đông La Mã là John Haldon sau khi kết hợp các tư liệu đã đưa ra một con số phù hợp với thực tiễn hơn, khi ông ước lượng quân số của các lực lượng Ả Rập liên hợp lại vào khoảng 15.000-20.000 người.. Có khả năng là Karbeas và quân lính của ông ta cũng tham gia vào cuộc xâm lăng này.
Hoàng đế Đông La Mã Mikhael III đã tập hợp một đội quân để chống lại cuộc tấn công của người Ả Rập. Theo một tư liệu của Ả Rập, quân đội hai bên gặp nhau tại một địa điểm đuọc gọi là Marj al-Usquf ("Bishop's Meadow"), một cao nguyên gần Malakopeia, phía bắc Nazianzus. Một trận chiến đẫm máu nổ ra và cả hai bên đều bị thương vong nặng nề. Chỉ còn khoảng 1.000 quân của Umar còn sống sót, theo sử gia Ba Tư al-Tabari. Tuy nhiên, những binh lính Ả Rập còn lại đã thoát khỏi vòng vây của quân Đông La Mã, tiếp tục tiến lên phía bắc và tàn phá Armeniac Theme, cuối cùng là cướp bóc thành phố cảng Amisos nằm ở bên bờ Biển Đen. Các sử gia Đông La Mã đã nói rằng Umar vô cùng tức giận vì bị biển chặn lại bước tiến của mình, đã ra lệnh cho binh lính tàn phá thành phố, giống như những gì Xerses đã làm trong cuộc chiến tranh Ba Tư.

## Trận chiến
Nhận được tin Amisos thất thủ,Mikhael III ra lệnh trưng tập một lực lượng khổng lồ (theo al-Tabari là khoảng 50.000 người) do chú mình là Vương công Petronas, tổng đốc các quân đoàn ở Contantinopolis và Nasar, strategos của Bucellarian Theme chỉ huy. Tư liệu của al-Tabari nói rằng chính Michael III là người chỉ huy các lực lượng ở chiến trường, nhưng các tư liệu của Đông La Mã lại phủ nhận điều đó. Việc này hẳn có một chủ đích rõ ràng, bởi các sử gia triều Macedonia luôn có sự thiên vị với Michael III. Quân đội Đông La Mã được trưng tập ở khắp nơi trong Đế quốc. Ba cánh quân riêng biệt được tập hợp và dồn người Ả Rập lại vào một nơi: cánh quân phía bắc được tập hợp từ các Theme Biển Đen gồm Armeniacs, Bucellarians, Koloneia và Paphlagonia; cánh quân phía nam có thể là đội quân đã chiến đấu ở Bishop's Meadow và chặn đường lui của người Ả Rập, bao gồm binh lính từ các Theme vùng Anatolic, Opsician và Cappadocia, cũng như các kleisourai (tiền đồn biên phòng) Seleukeia và Charsianon; tướng quân Petronas chỉ huy cánh quân phía tây, bao gồm các binh lính vùng Tharce và Macedonia, cùng với các tagmata (quân đoàn) từ kinh thành Constantinopolis.
Sự phối hợp của ba cánh quân này thật không dễ dàng, nhưng ba cánh quân từ ba hướng đã tập hợp lại và bao vây đội quân của Umar tại một địa điểm có tên là Poson hoặc Porson, gần sông Lalakaon vào ngày 2 tháng 9. Vị trí chính xác của trận chiến chưa được xác định rõ ràng, nhưng đa số các sử gia cho rằng trận đánh diễn ra gần sông Halys, nằm cách phía đông Amisos khoảng 130 km (81 dặm). Với ba hướng tiến công đồng loạt của quân Đông La Mã, lối thoát duy nhất cho Tiểu vương và binh lính của ông ta là chiếm giữ lấy một ngọn đồi chiến lược gần đấy. Người Ả Rập và Đông La Mã đã giao tranh kịch liệt để chiếm ngọn đồi vào ban đêm, và Đông La Mã cuối cùng đã chiến thắng. Ngày hôm sau, Umar quyết định huy động toàn bộ lực lượng tổng tiến công nhằm đột phá vòng vây về phía tây, nơi Petronas đang dàn trận. Người Đông La Mã đã giữ vững trận tuyến đủ lâu cho hai cánh quân còn lại tấn công vào hai bên mạn sườn và phía sau người Ả Rập. Quân đội Ả Rập tháo chạy, Umar cùng phần lớn lực lượng của ông ta chết trên chiến trường. Thương vong bao gồm cả thủ lĩnh Karbeas của người Paulician: mặc dù sự tham gia của ông này cũng chưa được xác minh chắc chắn, nhưng các tư liệu nói rằng ông mất cùng vào năm ấy.
Con trai duy nhất của Umar, đã dẫn được một số binh lính thoát khỏi chiến trường, chạy trốn về phía nam, tới được vùng biên giới của Charsianon. Tuy nhiên anh ta nhanh chóng bị tướng trấn thủ tiền đồn Charsianon là Machairas dẫn quân đuổi theo, đánh bại và bị bắt sống cùng với nhiều binh lính của mình.

## Kết cục

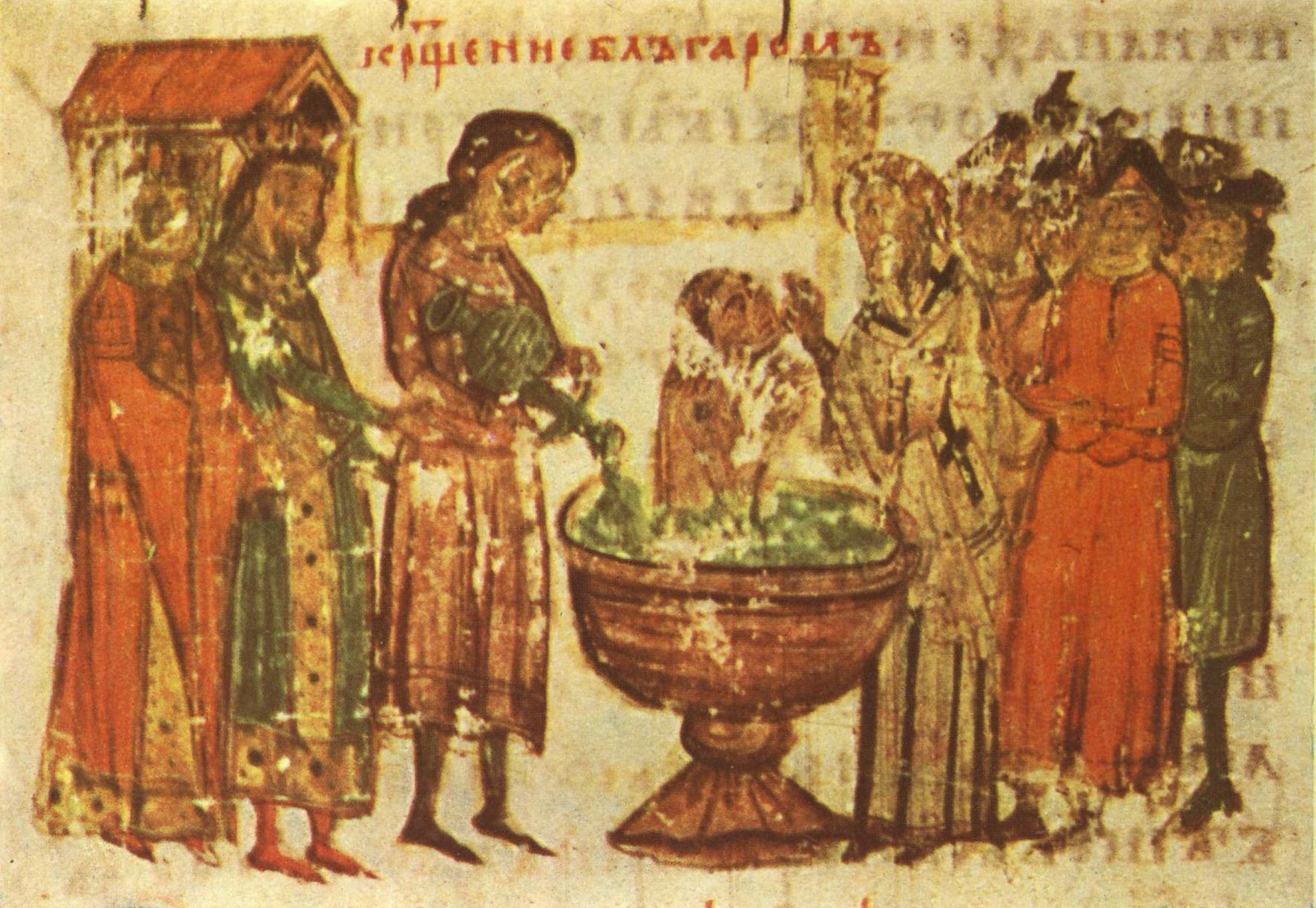
Thắng lợi ở Lalakaon và nhưng thành công sau đó đã tạo điều kiện thuận lợi cho Đông La mã dồn toàn bộ lực lượng chống lại Bulgaria, dẫn tới việc Bulgaria nằm dưới sự ảnh hưởng của Đông La Mã. Lễ rửa tội của người Bulgaria trong biên niên sử Manasses.

Đế quốc Đông La Mã nhanh chóng tận dụng thành công của mình: một đội quân Đông La Mã nhanh chóng tiến vào Tiểu Vương Quốc Armenia, và tới tháng 10-11 năm ấy đã đánh bại và giết chết Tiểu vương Ali ibn Yahya trên chiến trường. Cuối cùng chỉ trong vòng mùa đông năm 863, Đông La Mã đã loại bỏ được hoàn toàn ba mối đe dọa nghiêm trọng dai dẳng ở biên giới phía đông, nhất là hiểm họa Melitene. Trận đánh ở Lalakaon đã làm thay đổi hoàn toàn cán cân quyền lực trong khu vực, báo hiệu sự trỗi dậy mạnh mẽ và các cuộc tái chinh phục của Đông La Mã đối với các vùng đất bị mất kéo dài trong suốt thế kỷ tiếp theo, dưới thời các hoàng đế nhà Macedonia.
Chiến thắng đã mang tới một tầm quan trọng vào bối cảnh lúc bấy giờ: người Đông La Mã sung sướng vì đã trả được mối thù ở Amorium 25 năm về trước, các tướng lĩnh chiến thắng ca khúc khải hoàn được chào mừng tiến vào thành phố Constantinopolis, lễ kỉ niệm và yến tiệc ăn mừng đã được tổ chức. Petronas được vinh danh bằng tước hiệu magistros, và kleisoura Charsianon được nâng lên thành một Theme độc lập.
Việc loại bỏ được các mối đe dọa ở phía đông đã củng cố lòng tin của dân chúng vào triều đình, cho phép Đế quốc Đông La Mã có thể rảnh tay đối phó với các vấn đề ở phía tây, nơi vua Boris (r.852-889) của Bulgaria đang đàm phán với Giáo hoàng và Ludwig Người Đức cho việc cải đạo của dân tộc mình sang Kitô Giáo. Triều đinh ở Constantinopolis không bao giờ chấp thuận cho việc thành Rome có thể mở rộng quyền ảnh hưởng tới cửa ngõ đô thành nên đã hành động. Năm 864, Đông La Mã triển khai đội quân chiến thắng tới châu Âu và tién hành xâm lược Bulgaria, và cuộc biểu dương lực lượng ấy đã thuyết phục Boris chấp thuận sự cải đạo sang Chính thống giáo. Boris được rửa tội, và được hoàng đế Đông La Mã ban cho cái tên Mikhael III, khởi đầu cho việc Thiên Chúa Giáo hóa Bulgaria, đưa Bulgaria vào sự ảnh hưởng của Đông La Mã và thế giới Chính thống giáo Phương Đông.

## Di sản tới các anh hùng ca
Nhà nghiên cứu Đông La Mã người Pháp, Henri Grégoire cho rằng sự thành công của Đông La Mã trong cuộc chiến với người Ả Rập, mà đỉnh cao là chiến thắng ở Lalakaon đã trở thành cảm hứng cho một trong những bài anh hùng ca lâu đời nhất trong lịch sử: Trường ca Armouris. Ông cho rằng nhân vật chính cùng tên, người chiến binh Đông la Mã trẻ tuổi Armouris, đã thực sự được lấy cảm hứng từ hình tượng Hoàng đế Mikhael III. Và trận chiến cũng được tái hiện rất rõ trong bài hát về các anh hùng của người Hy Lạp, Digenis Akritas cũng như tên người anh hùng đã bao vây quân Ả Rập ở gần Malakopeia.. Trận chiến cũng được nhắc đến trong các tư liệu của người Ả Rập, và Thổ Nhĩ Kỳ sau đó, cũng như trong một phần của Nghìn lẻ một đêm và sử thi Battal Ghazi.